# Arte de Bután

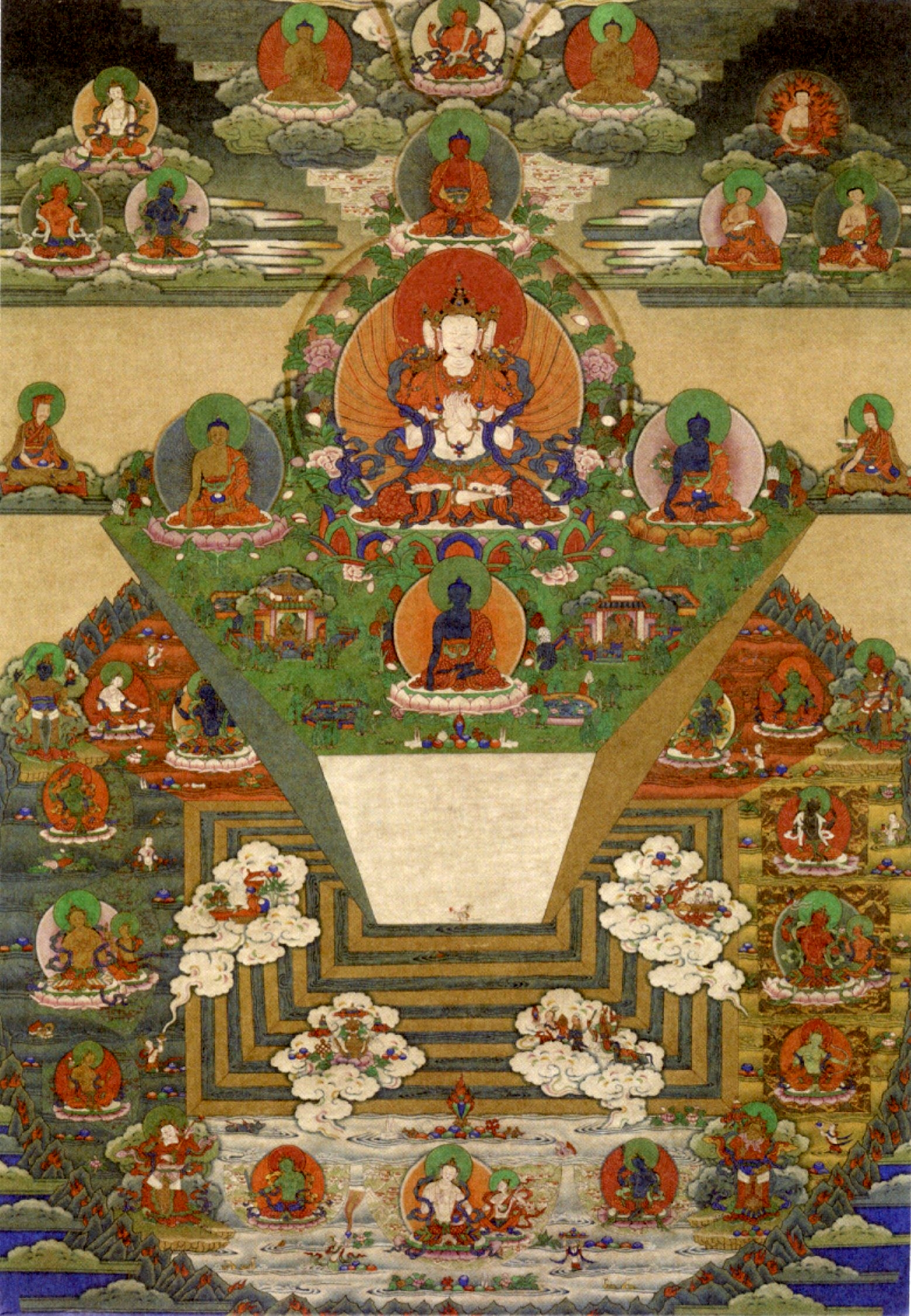
Thangka butanesa del Monte Meru y del universo budista, siglo, dzong del municipio de Trongsa

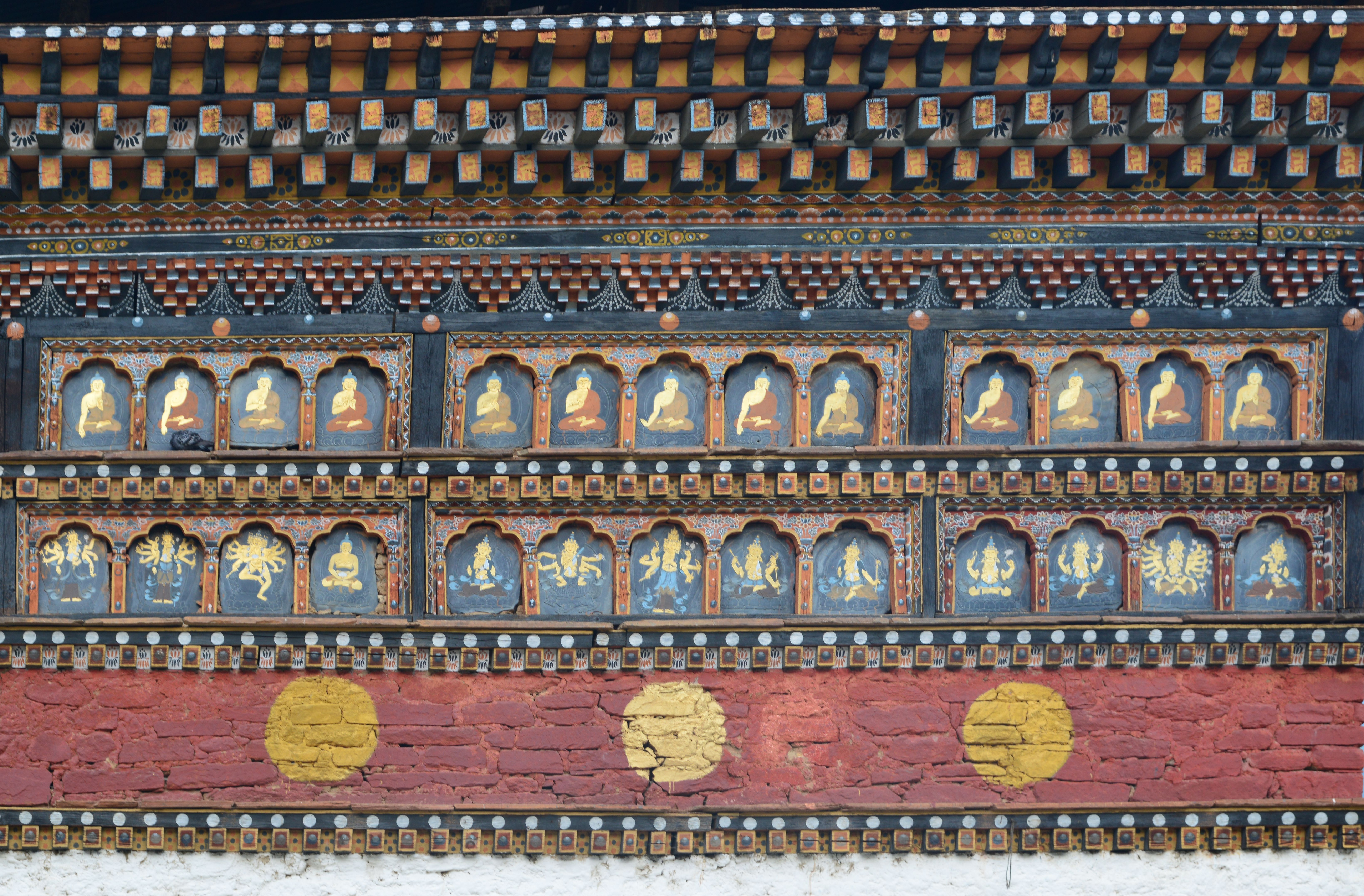
Tallado de pizarra en un chörten

El arte de Bután está basado en el budismo Vajrayana y su panteón de sabios y seres divinos, de manera similar al arte tibetano. A cada ser divino se le asignan formas, colores y objetos identificables, como lotos, caracolas, rayos y cuencos de mendicidad. Todas las imágenes sagradas son plasmadas con especificaciones exactas que se han mantenido notablemente sin cambios durante siglos.
Las principales órdenes del budismo en Bután son el linaje Drukpa y el Nyingma. El primero es una rama de la escuela Kagyu y es conocido por pinturas que documentan el linaje de los maestros budistas y los setenta Je Khenpo (líderes del establecimiento monástico de Bután). La escuela Nyingma es conocida por las imágenes de Padmasambhava (Guru Rinpoche), a quien se le atribuye la introducción del budismo en el país en el siglo VII. Según la leyenda, Padmasambhava escondió tesoros sagrados para que los futuros maestros budistas —especialmente Pema Lingpa— los encontraran. Los tertöns también son sujetos frecuentes del arte nyingma.

## Artes tradicionales de Bután

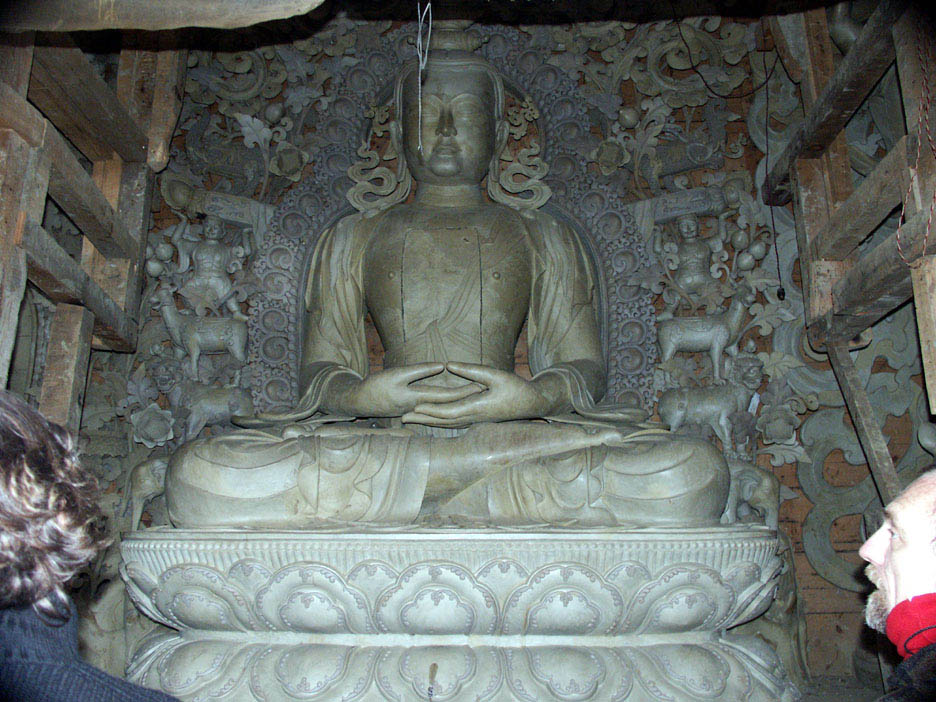
Estatua de arcilla antes de la capa de pintura

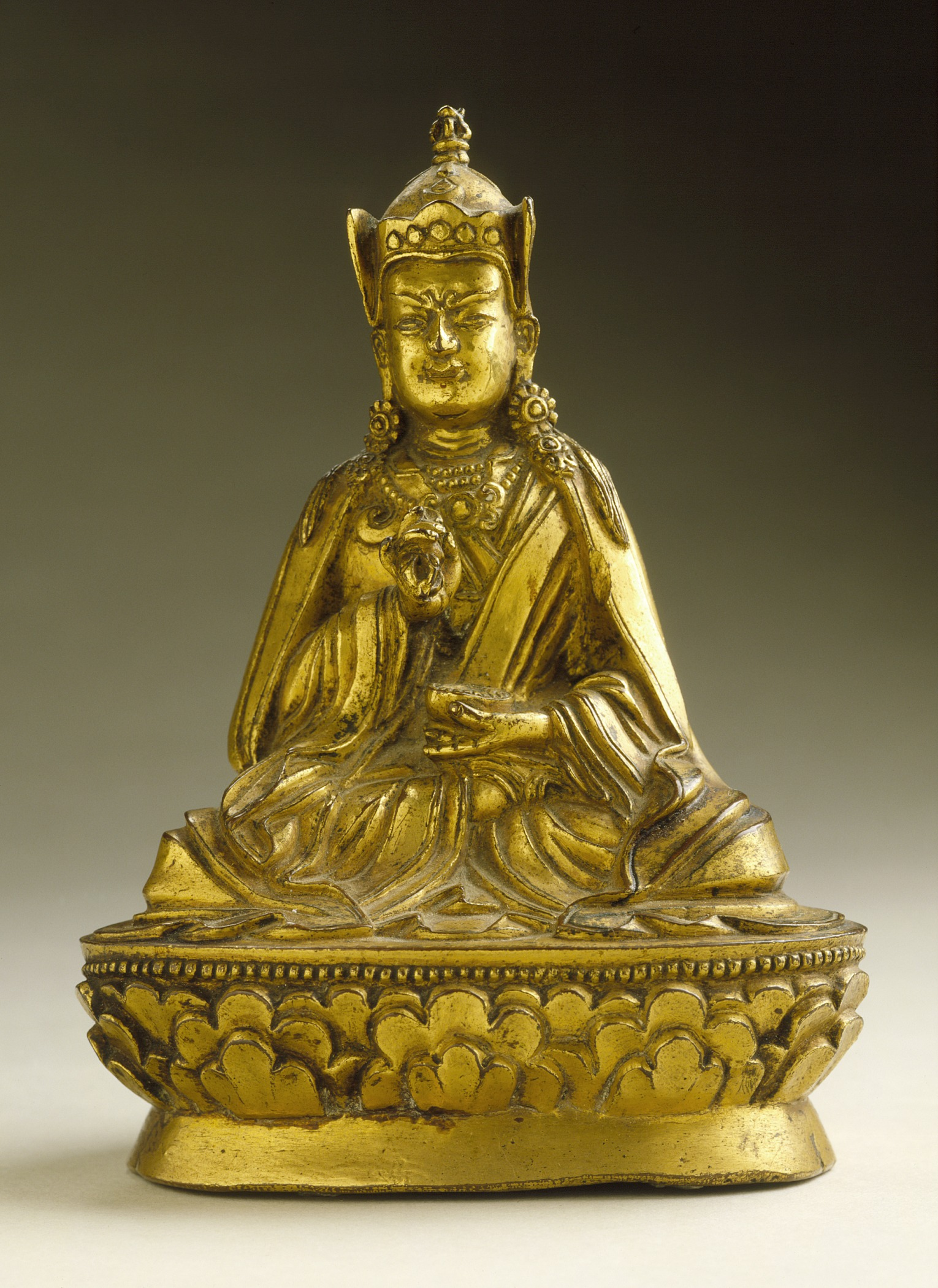
Padmasambhava, siglo

En Bután, las artes tradicionales se desarrollaron gradualmente a lo largo de los siglos, a menudo transmitidas de padres a hijos. Al tertön del siglo XV, Pema Lingpa, se le atribuye la introducción de las artes en Bután. En 1680, Ngawang Namgyal, el Shabdrung Rinpoche, ordenó el establecimiento de escuelas para la instrucción en las trece artes tradicionales. Aunque las artesanías existían mucho antes, se cree que se categorizó formalmente por primera vez durante el gobierno de Gyalse Tenzin Rabgye (1680-1694), el cuarto Druk Desi (gobernante secular). Las trece artes tradicionales son:
- Dezo (fabricación de papel): papel hecho a mano principalmente a base de la planta Daphne y goma de una raíz de enredadera.
- Dozo (trabajo en piedra): artes en piedras utilizadas en la construcción de las paredes exteriores de dzongs, gompas, estupas y otros edificios.
- Garzo (herrería): fabricación de artículos de hierro, como herramientas agrícolas, cuchillos, espadas y utensilios.
- Jinzo (artes de arcilla): elaboración de estatuas religiosas y objetos rituales, alfarería y construcción de edificios con mortero, yeso y tierra apisonada.
- Lhazo (pintura): desde las imágenes en thangkas, pinturas murales y estatuas hasta las decoraciones en muebles y marcos de ventanas.
- Lugzo (fundición de bronce): producción de blasones de bronce, estatuas, campanas e instrumentos rituales, además de joyas y artículos para el hogar, obtenidos mediante la fundición en arena y moldeo a la cera perdida. Las estatuas más grandes están hechas por repujado.
- Parzo (tallado en madera, pizarra y piedra): elementos tales como bloques de impresión para textos religiosos, máscaras, muebles, altares e imágenes de pizarra que adornan muchos santuarios y altares.
- Shagzo (torneado de madera): fabricación de una variedad de tazones, platos, tazas y otros recipientes.
- Shingzo (carpintería): empleada en la construcción de dzongs y gompas.
- Thagzo (tejido): la producción de algunos de los tejidos más intrincados de Asia.
- Trözo (herrería de plata y oro): trabajo sobre joyas, objetos rituales y artículos domésticos utilitarios.
- Tshazo (trabajo de caña y bambú): producción de artículos variados, como arcos y flechas, cestas, recipientes para bebidas, utensilios, instrumentos musicales, cercas y esteras.
- Tshemazo (costura): trabajar con hilo y aguja para manufacturar ropa, botas o las thangkas más complejas.

## Características

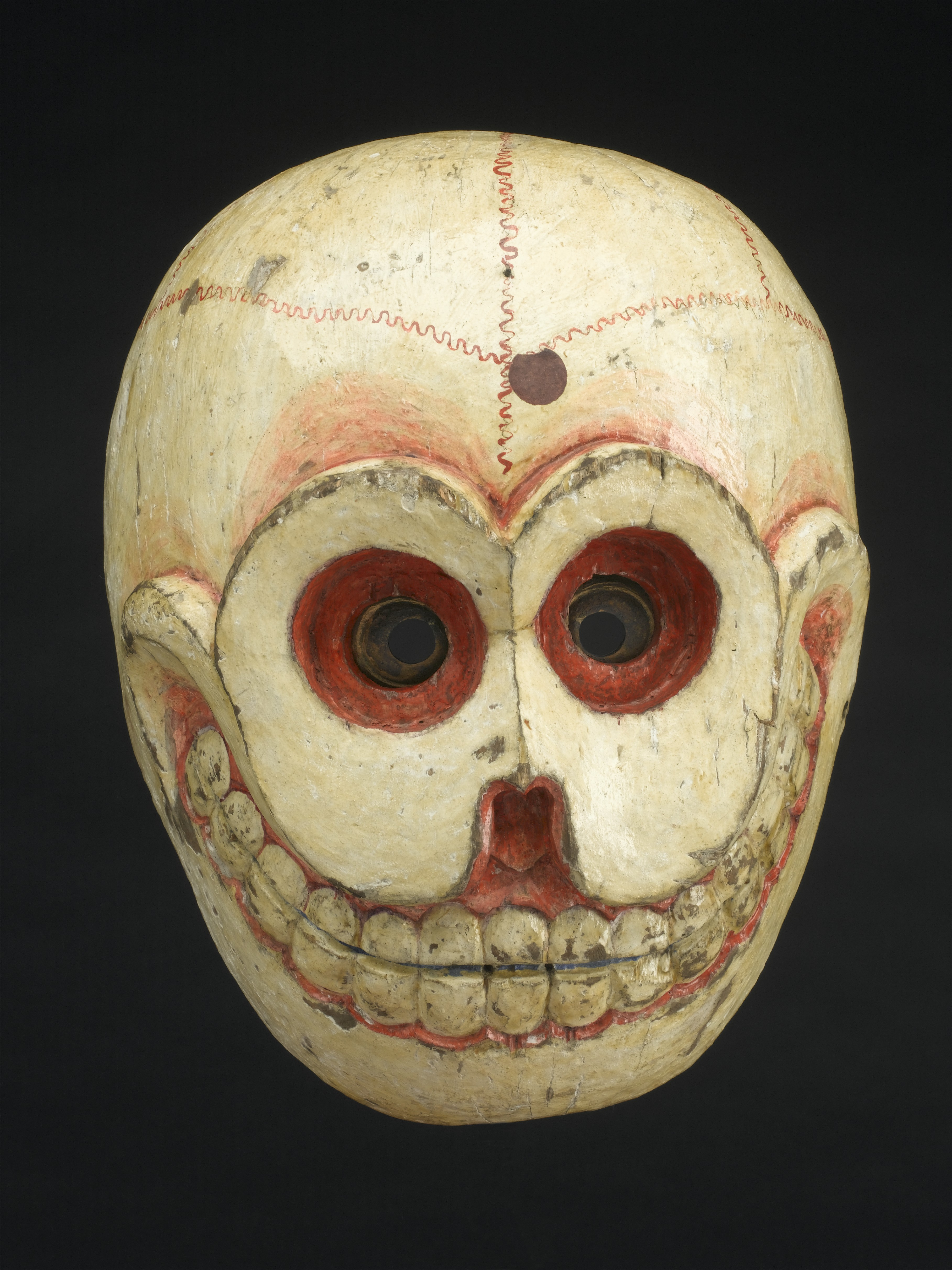
Máscara de madera, fechada entre 1850 y 1920

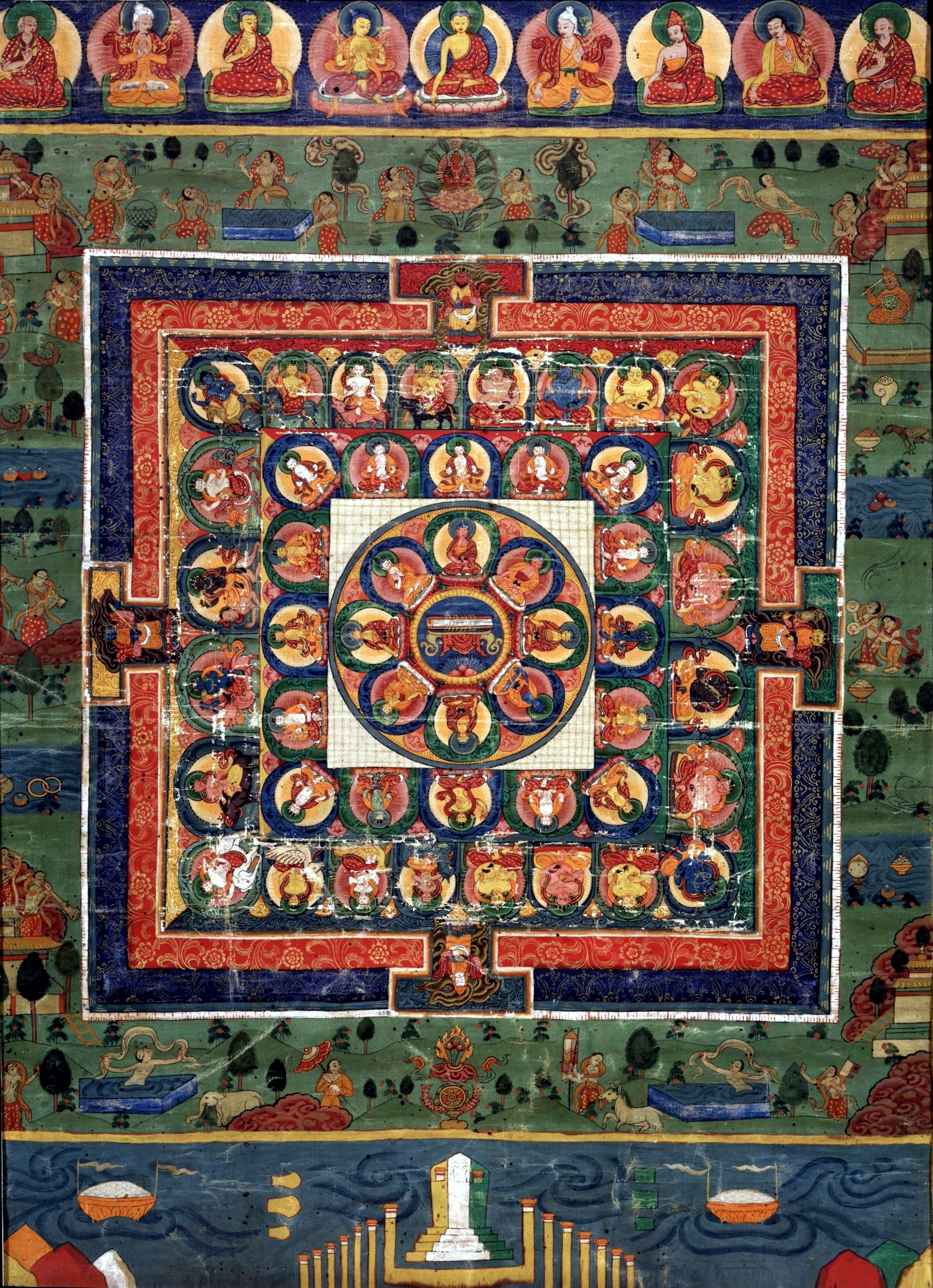
Pintura butanesa del Buda de la medicina, siglo, Museo de arte Rubin

El arte de Bután es particularmente rico en bronces de diferentes tipos, que se conocen colectivamente con el nombre de Kham-so (hecho en Kham). Las pinturas murales y esculturas, en estas regiones, se formulan sobre los principales ideales eternos de las formas de arte budista. Aunque su énfasis en los detalles se deriva de los modelos tibetanos, sus orígenes se pueden discernir fácilmente, a pesar de las prendas profusamente bordadas y los adornos brillantes con los que están lujosamente cubiertas estas figuras. En el grotesco mundo de los demonios, los artistas aparentemente tenían una mayor libertad de acción que al modelar imágenes de seres divinos.
Las artes de Bután que representan el exclusivo «espíritu e identidad del reino del Himalaya» se definen como el arte de Zorig Chosum, que significa «las trece artes y oficios de Bután»; las trece artesanías incluyen la carpintería, la pintura, la fabricación de papel, la herrería, el tejido y la escultura, entre otras. El Instituto de Zorig Chosum en Timbu es la principal institución de artes y oficios tradicionales. Fue establecida por el Gobierno de Bután con el único objetivo de preservar la cultura y tradición del país, además de capacitar a los estudiantes en todas las formas de arte clásicas. Hay otra institución similar en Trashiyangtse, en el este del reino. La vida rural de Bután también se muestra en el Museo del patrimonio popular en Timbu. Del mismo modo, hay un estudio de artistas voluntarios en la capital para fomentar y promover las formas de arte entre los jóvenes de Timbu.
Cada región cuenta con sus especialidades: la seda cruda proviene del este de Bután, el brocado de Lhuntse, los artículos de lana de Bumthang, los artículos de bambú de Kheng, la artesanía en madera de Trashiyangtse, el trabajo de oro y plata de Timbu y los productos de pelo de yak del norte o las Montañas Negras.

### Objetos de uso diario

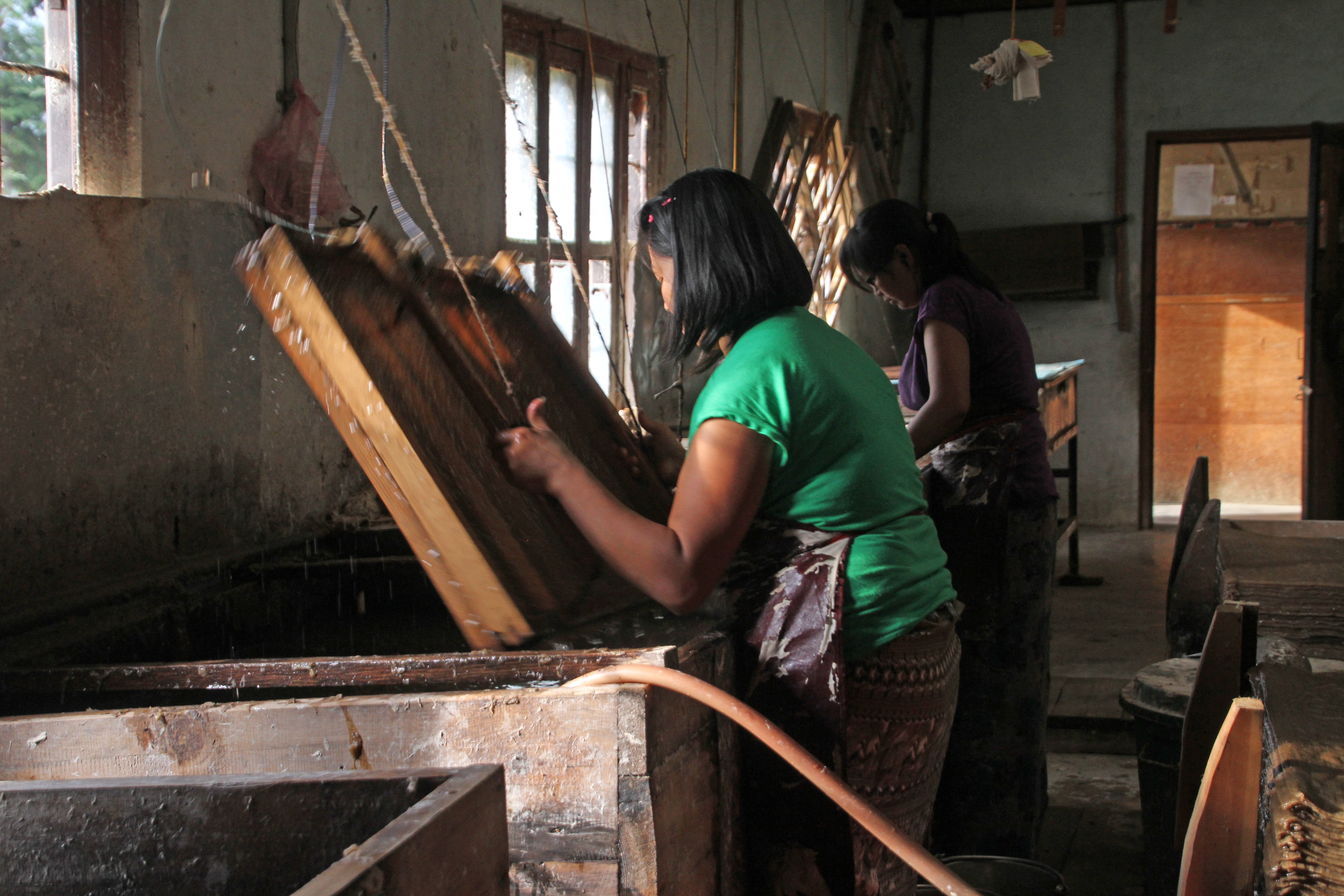
Manufactura de papel en Timbu

Los artículos funcionales se siguen elaborando en la actualidad como hace siglos. La artesanía tradicional se transmite de generación en generación. Los artesanos de Bután son trabajadores calificados en metales, talla de madera y pizarra y escultura de arcilla. Los artefactos hechos de madera incluyen cuencos y platos, algunos forrados con plata. Cestos de bambú, alfombrillas y sombreros son tejidos elegantes pero robustos que encuentran un uso tanto funcional como decorativo.
La mayoría de los objetos de arte butanés se producen para uso de los mismos butaneses. A excepción de los orfebres, plateros y pintores, los artesanos son campesinos que producen estos artículos y telas en su tiempo libre, vendiendo el excedente de producción. La mayoría, especialmente las telas, son relativamente caros. En las más altas calidades, cada paso de la producción se realiza a mano, desde teñir madejas de hilo o cortar bambú en el bosque, hasta tejer o trenzar el producto final. El tiempo dedicado a la manufactura de artesanías es considerable y puede implicar hasta dos años para algunos tejidos. Al mismo tiempo, técnicas modernas también se utilizan para artículos menos costosos, especialmente tintes e hilos: Bután debe ser uno de los pocos lugares donde se pueden comprar prendas de poliéster tejidas a mano.

## Productos

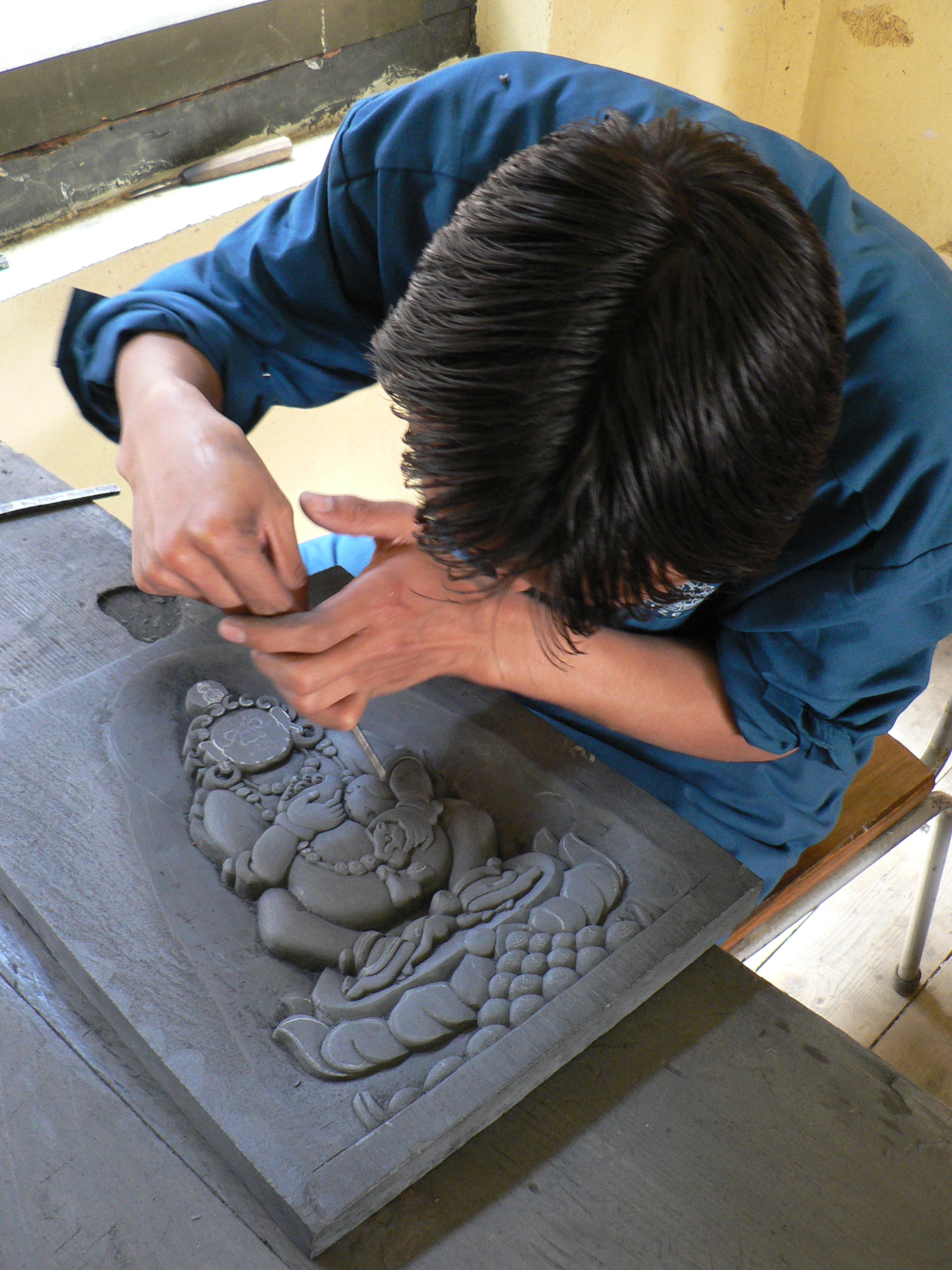
Talla de pizarra, Escuela de Artes Tradicionales

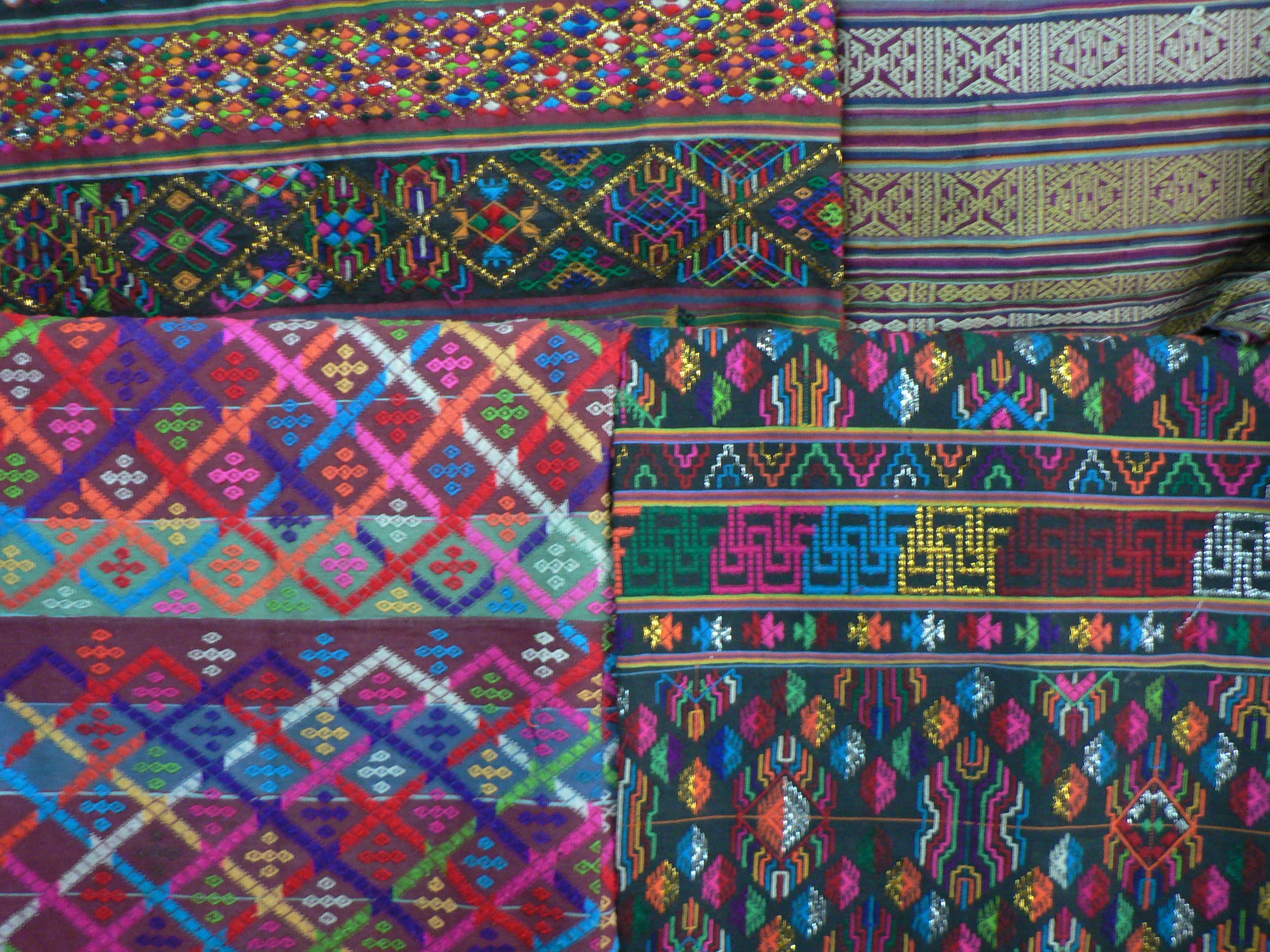
Tejidos contemporáneos hechos a mano en el distrito de Bumthang

### Textiles
Los tejidos de Bután son una forma de arte única inspirada en la naturaleza y plasmada en forma de ropa, artesanías y diferentes tipos de vasijas en una llamativa mezcla de color, textura, patrones y composiciones. Esta forma de arte se observa en todo el reino. También es una prenda de intercambio cultural importante, que está dotada para conmemorar nacimiento y muerte, funciones auspiciosas como bodas, logros profesionales y para saludar a dignatarios. Cada región tiene sus propios diseños especiales de textiles, ya sea hechos de lana teñida con vegetales, conocida como yathra, o seda pura, llamada Kishuthara. Son las mujeres, pertenecientes a una pequeña comunidad, quienes tejen estos textiles como patrimonio artesanal del hogar.

### Pinturas
La mayor parte del arte de Bután, incluida la pintura conocida como lhazo, está invariablemente centrada en la religión. Los artistas no firman estas obras. Las pinturas abarcan varios tipos, incluidos los thangkas tradicionales, que son pergaminos a base de pinturas minerales, realizados en «proporciones geométricas estrictas y muy estilizadas» de la iconografía budista. La mayoría de las casas en Bután tienen motivos religiosos y otros símbolos pintados tanto en el interior como el exterior.

### Esculturas
El arte de manufacturar esculturas religiosas es único en Bután y, por lo tanto, muy popular en la región del Himalaya. El material básico utilizado para realizarlas es la arcilla, que se conoce como jinzob. En varios monasterios del país se pueden encontrar estas estatuas cuyos autores son anónimos. Esta forma de arte es enseñada a los estudiantes por artistas profesionales en el Instituto de Zorig Chosum en Timbu.

### Papel
El papel hecho a mano, conocido como deysho, es de uso popular en Bután y se caracteriza por ser duradero y resistente a los insectos. El material básico utilizado es la corteza de la planta Daphne. Este papel se emplea para imprimir textos religiosos, así como para envolver regalos. Además del papel manufacturado, las fábricas de papel en Bután también producen arte ornamental con diseños de pétalos de flores, hojas y otros materiales. Para su uso en ocasiones especiales, también se fabrica papel teñido con vegetales.

### Tallas de madera

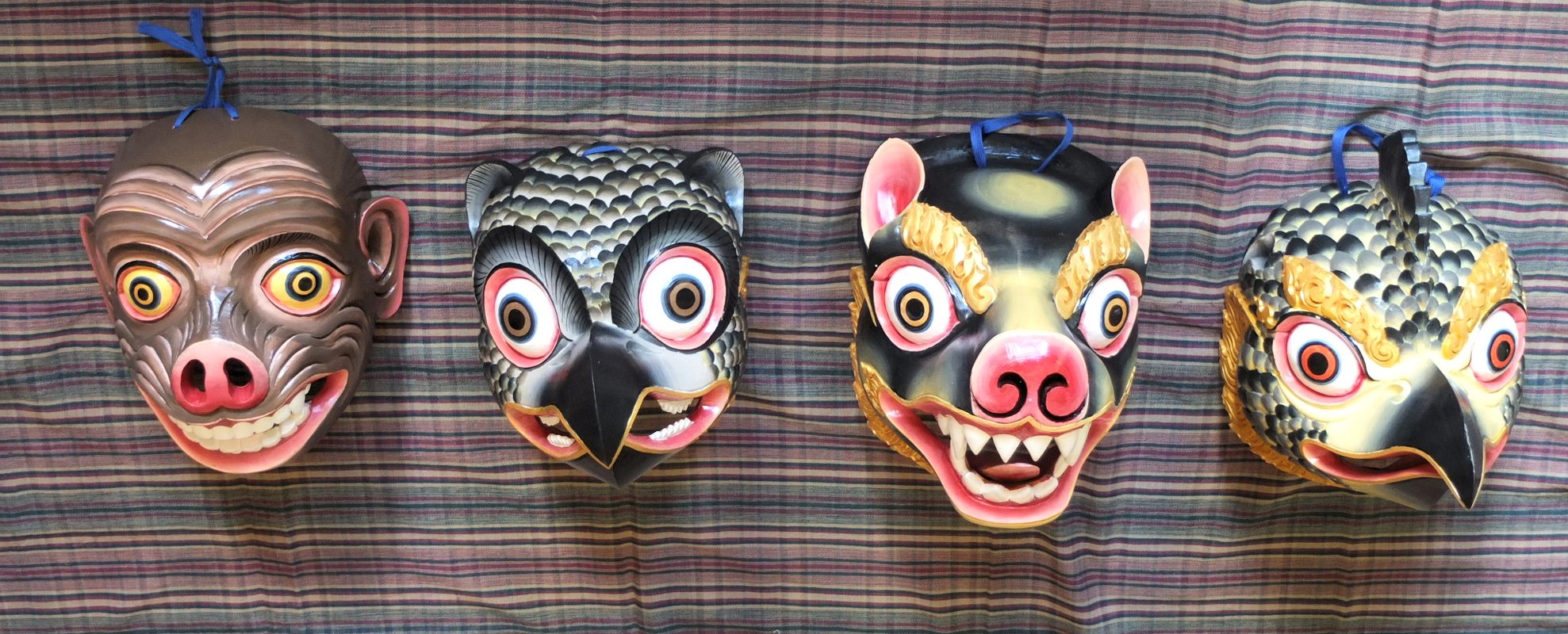
Máscaras butanesas

La talla de madera, conocida como parzo, es una forma de arte especializada y antigua, que se mezcla significativamente con edificios modernos en el resurgimiento de Bután. Los bloques de madera tallada se utilizan para imprimir banderas de oración religiosa que se ven en toda la región frente a los monasterios, en las colinas y otros lugares religiosos. También se talla en pizarra y piedra. La madera que se emplea se cura durante al menos un año.

### Espadas
El arte de la fabricación de espadas se inscribe en la tradición del garzo, que engloba la producción de artilugios de metal como espadas, cuchillos, cadenas, dardos, etc. Las espadas ceremoniales se fabrican y se regalan a personas que son honradas por sus logros. Los hombres deben usar estas espadas en todas las ocasiones especiales. Los infantes, por otra parte, usan un cuchillo corto tradicional conocido como dudzom. El tertön Pema Lingpa, un cazador de tesoros religiosos del centro de Bután, fue el fabricante de espadas más reconocido del país.

### Botas
Las botas tradiciones de Bután son hechas a base de tela, cosida a mano, bordada y aplicada con motivos butaneses. Se visten en ocasiones ceremoniales; los colores usados en la bota denotan el rango y el estatus de la persona que la usa. En el orden jerárquico, los ministros visten de naranja, los altos funcionarios visten de rojo y la gente común usa botas blancas. Esta forma de arte ha sido revivida en el Instituto de Zorig Chosum en Timbu. Las mujeres también usan botas pero de una longitud más corta, que llega justo por encima del tobillo.

### Artesanía de bambú
Las artesanías hechas con caña y bambú se conocen como thazo. Se elaboran en muchas comunidades rurales de variadas regiones de Bután. Algunos artículos destacados de este tipo de arte son el belo y el bangchung, unos tipos de canastas. Se utilizan cestas de diferentes tamaños en los hogares y para viajar a caballo, además de emplearse como frascos para la bebida local conocida como ara.

### Arcos y flechas
Para satisfacer la creciente demanda de arcos y flechas, utilizados en el deporte nacional del tiro con arco, son fabricados por artesanos por medio de tipos específicos de bambú y cañas de montaña. Los bambúes utilizados se seleccionan durante determinadas temporadas y se les da forma a medida. Timbu cuenta con el estadio y campo de tiro con arco de Changlimithang, donde el tiro con arco es un deporte especial.

### Joyería
Las intrincadas joyas hechas de plata y oro son especialmente valoradas por las mujeres de Bután. Las joyas tradicionales consisten en pulseras pesadas, komas adheridos al kira (el vestido típico de las mujeres butanesas), pendientes con turquesas y collares con incrustaciones de piedras preciosas como turquesas antiguas, corales y piedras zhi. La piedra zhi se considera una posesión preciada, ya que se dice que tiene «poderes protectores»; esta piedra tiene diseños en espiral en blanco y negro llamados «ojos».

## Instituciones

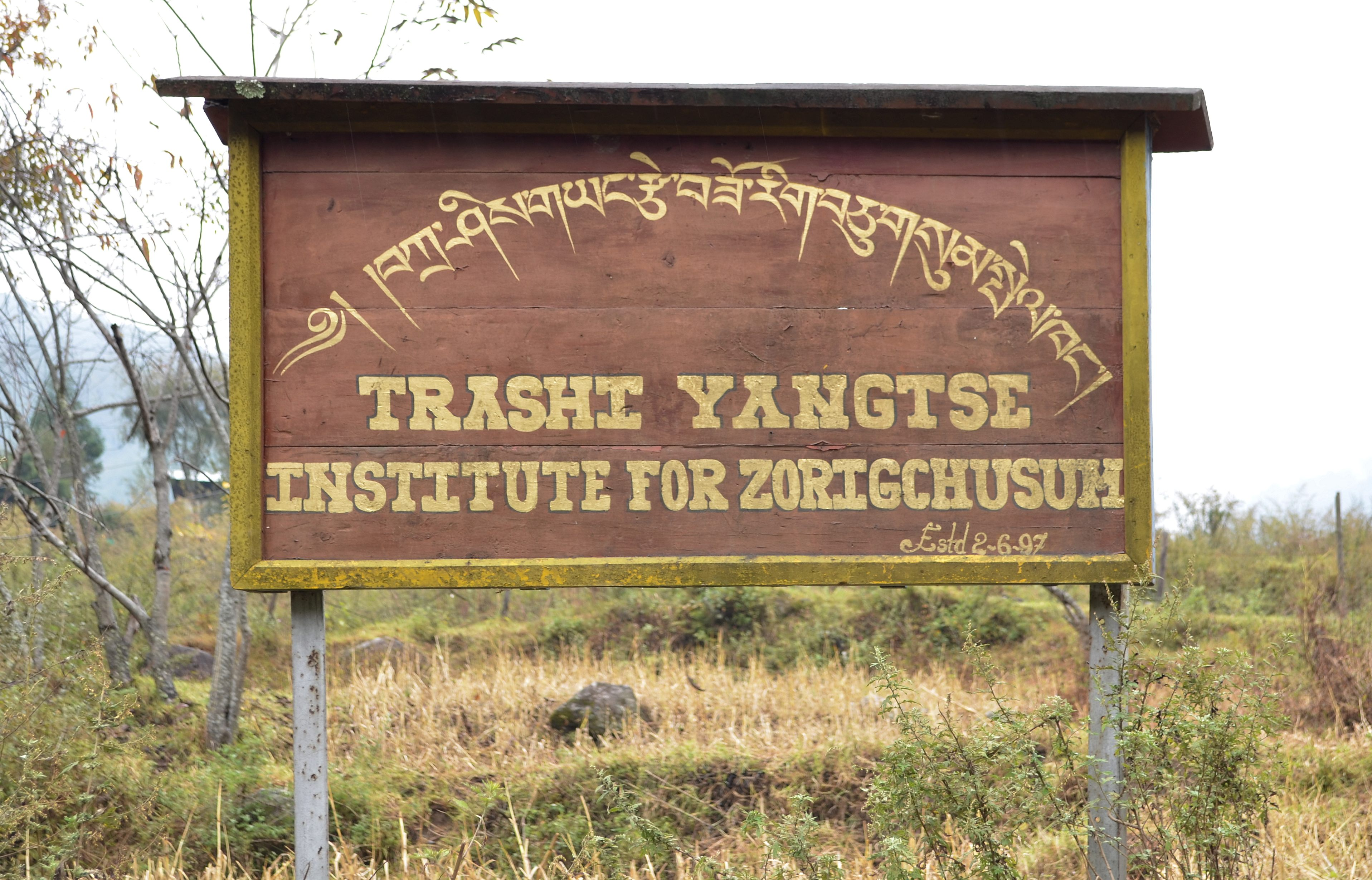
Cartel de entrada del Instituto Zorig Chusum de Trashiyangtse

- Instituto Nacional de Zorig Chusum: es el centro de educación artística de Bután. La pintura es el tema principal del instituto, que ofrece de 4 a 6 años de formación en las formas de arte tradicionales del país. El plan de estudios cubre un curso integral de dibujo, pintura, talla de madera, bordado y talla de estatuas. Las imágenes de Buda son unos motivos populares.[1]
- Emporios de artesanías: administrados por el gobierno cerca del Instituto Nacional de Zorig Chusum, se ocupan de artesanías, artes tradicionales y joyería, así como de las vestimentas nacionales, gho y kira. La ciudad tiene muchos otros talleres de propiedad privada que manufacturan thangkas, pinturas, máscaras, objetos de bronce, joyas antiguas, tambores y violines tibetanos, entre otros.[1]
- Museo del patrimonio popular: en Kawajangsa, Timbu, está construido sobre las líneas de una casa de campo tradicional de Bután con muebles de época de más de 100 años de antigüedad. Está diseñado como una estructura de tres pisos, con paredes de barro apisonado y puertas, ventanas y techos de madera cubiertos con pizarras.[1]
- Estudio de artistas voluntarios: fundado en 1998, tiene el objetivo de fomentar las formas de arte tradicionales y contemporáneas entre los jóvenes de Timbu. Las obras de arte de estos jóvenes artistas también se disponen a la venta en la galería del estudio.[3][4][5]
- Museo Nacional de textiles: se encuentra en Timbu y exhibe varios textiles butaneses, que destacan por su extensión y su valor cultural. También exhibe kiras y ghos coloridos y poco comunes.[3][4]

## Exhibiciones
El Museo de Arte de Honolulu estuvo varios años desarrollando la exposición The Dragon’s Gift: The Sacred Arts of Bhután (La ofrenda del Dragón: las artes sagradas de Bután). La exhibición de febrero a mayo de 2008 en Honolulu viajó en 2008 y 2009 a lugares de todo el mundo, como el Rubin Museum of Art (Nueva York), el Museo de Arte Asiático (San Francisco), el Museo Guimet (París), el Museo de Arte de Asia Oriental (Colonia, Alemania) y el Museo Rietberg (Zürich, Suiza).